# Mariano Roque Alonso
Mariano Roque Alonso Romero (* 1792; † 1853) war vom 9. Februar 1841 bis 14. März 1841 Konsul von Paraguay.
Alonso war unter Francia (Teil-)Bürgermeister von Asunción, der Hauptstadt des Landes. Er hatte sich nach dem Tode des Diktators Francia mit Carlos Antonio López verbündet, der von seinem Onkel Francia ins Exil geschickt wurde. Zunächst war Alonso Konsul und López sein Sekretär. Noch im selben Jahr installierten die beiden einen Kongress, der am 14. März 1841 beide zum Konsul ernannte. Am 13. März 1844 trat Alonso zurück und López übernahm alle Macht.